# DC-8 Sarigue
Dimensions
Le DC-8 SARIGuE est un avion de renseignement électronique mis en œuvre par l'Armée de l'air française. Il s'agit d'un appareil quadriréacteur d'origine civile, construit par Douglas Aircraft Company, et transformé pour des missions spécifiques. Deux exemplaires ont existé.

## Historique
Au début des années 1970, en pleine guerre froide, l'armée de l'air française exprime un besoin spécifique afin de pouvoir mener des actions de renseignement et de guerre électronique, communément appelée SIGINT. Trois avions sont requis dans un premier temps, mais deux seulement seront mis en service. Les coûts d'entretien et le manque de pièce de rechange de ces appareils retirés depuis longtemps du service commercial auront raison de leur existence au début des années 2000.

## Exemplaire codé F-RAFE
Au regard du cahier des charges, et afin de minimiser les coûts, il est rapidement décidé d'utiliser un appareil civil déjà en service. L'armée de l'air rachète un DC-8-33 (puis modifié en DC-8-53) à la compagnie aérienne UTA, puis le transfère au centre d'essais en vol (CEV) sous l'immatriculation  F-ZARK le 17 décembre 1973. Après 3 années de tests et de travaux, l'avion est ré-immatriculé F-RAFE, et dénommé SARIGuE (Système Aéroporté de Recueil des Informations de GUerre Électronique). Il est livré le 15 juillet 1976 à l'Escadron électronique 51 "Aubrac". Ses principales missions consistent à l'écoute électronique, la classification des signaux des nouveaux systèmes d'armes, ainsi que la photographie éventuelle des objectifs repérés. L'objectif est alors de constituer une base donnée la plus exhaustive sur les menaces, notamment soviétiques.  
Parmi les innombrables missions secrètes qu'il a effectué, on sait aujourd'hui qu'il a été déployé pendant la guerre du Golfe en 1991, ainsi que durant le conflit en ex-Yougoslavie. 
Le 25 juillet 2001, après environ 20 000 heures de vol au service de l'armée de l'air (plus environ 40 000 heures dans le civil), il est remis au musée de l’Air et de l’Espace de Paris-Le Bourget.

## Exemplaire codé F-RAFD
En 1995, un autre exemplaire de DC-8 (le DC-8-72) est transformé pour assister et remplacer celui qui est en service. Le chantier sera mené conjointement par la division Radar et Contre-Mesure de Thomson-CSF et Air France Industrie. Ce dernier est prélevé à l'Escadron de transport 3/60 Esterel, et reçoit 12 tonnes d'équipement moderne fabriqué par Thomson-CSF (désormais mis en œuvre par 24 spécialistes du renseignement), ainsi que de nouveaux moteurs CFM-56. Ainsi équipé, il reçoit la dénomination de SARIGuE-NG, puis est intégré à l'Armée de l'Air.
Après avoir côtoyé pendant quelques mois son prédécesseur au sein de l'escadron EE.51 en 2001, il est finalement retiré du service dès 2004, et enfin démoli en 2006.

## Les successeurs des SARIGuE
Depuis le retrait des deux DC-8 SARIGuE, le renseignement aéroporté n'a pas cessé au sein de l'armée de l'air française. Ces missions sont dévolues à l'Escadron électronique aéroporté (EEA) 11/54 (BA105 d’Evreux-Fauville), qui met en œuvre les Transall C-160 Gabriel depuis 1989. Ces appareils ont peu à peu pris le relais des SARIGuE au fil de leur modernisation, en attendant une succession définitive vers 2025 sous la forme de trois Dassault Falcon Archange configurés pour l'écoute, le renseignement, et la guerre électronique.